# Гифа

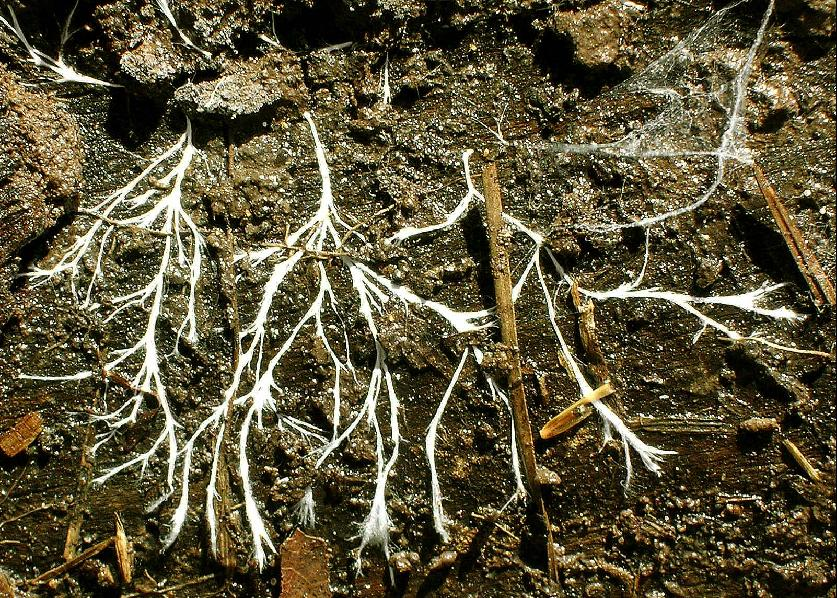
Гифы под перевёрнутым бревном

Ги́фа (от др.-греч. ὑφή — паутина) — нитевидное образование у грибов, состоящее из многих клеток или содержащее множество ядер. Основная функция гиф — поглощение воды и питательных веществ. Некоторые гифы специализируются и преобразуются в гаустории (органы «перекачивания» воды и питательных веществ), ловчие петли (у хищных грибов) и др. Имеются также у оомицетов и актинобактерий.

## Структура
Различают септированные гифы (многоклеточные) и несептированные гифы (представленные одной гигантской многоядерной клеткой). В случае септированных гиф в клеточных перегородках могут оставаться отверстия, через которые цитоплазма и органоиды (включая ядра) свободно перетекают из клетки в клетку.

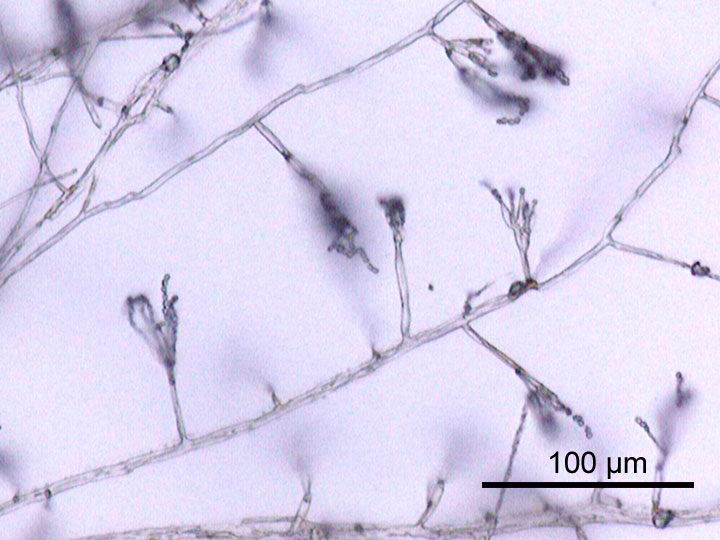
Гифы гриба рода Penicillium

Основным структурным полимером клеточных стенок грибов обычно является хитин, в отличие от растений и оомицетов, которые имеют клеточные стенки из целлюлозы . Некоторые грибы имеют асептические гифы, то есть их гифы не разделены перегородками.
Гифы имеют средний диаметр 4-6 мкм

## Рост
Отдельные гифы нарастают путём верхушечного роста, по своему ходу они могут сильно ветвиться. Во время роста кончика клеточные стенки расширяются за счет внешней сборки и полимеризации компонентов клеточной стенки, а также внутреннего производства новой клеточной мембраны.
Апикальное тельце является внутриклеточной органеллой, представляет собой особое мультивезикулярное образование на растущем кончике гифы высших грибов.

## Поведение
Направление роста гиф можно контролировать с помощью внешних стимулов, таких как приложение электрического поля. Гифы также могут ощущать репродуктивные единицы с некоторого расстояния и приближаться к ним. Гифы могут проникать сквозь проницаемую поверхность.

## Модификации
Совокупность гиф гриба составляет мицелий (грибницу). Плотно переплетённые группы гиф в плодовых телах грибов образуют ложную ткань, или плектенхиму (псевдопаренхиму). Плектенхима напоминает обыкновенную паренхиму, но образована не трёхмерно делящимися клетками, а плотно сближенными тяжами гиф. Плодовые тела грибов и лишайников, шнуры и плёнки на их поверхности в основном состоят из волокнистых и часто анастомозирующих гиф. Более плотные сплетения гиф формируют склероции (др.-греч. σκληρός — твёрдый), в которых могут развиваться органы плодоношения. Гифы могут изменяться разнообразными способами в связи с выполнением определённых функций. Для переноса питательных веществ на большие расстояния формируются мицелиальные тяжи — ризоморфы (др.-греч. ῥίζα — корень, μορφή — форма), достигающие нескольких метров в длину и нескольких миллиметров в толщину. В случае эктомикоризы гифы значительно увеличивают площадь почвы, доступную для использования растениями-хозяевами, направляя воду и питательные вещества в кончики корней растения. Некоторые паразитические грибы образуют гаустории, которые высасывают содержимое клетки хозяина. У хищных грибов, охотящихся на нематод, гифы преобразуются в ловчие структуры, такие как давящие кольца и липкие сети.

## Классификация на основе клеточной стенки и общей формы
Характеристики гиф могут иметь важное значение при классификации грибов. В таксономии базидиомицетов гифы, составляющие плодовое тело, можно идентифицировать как генеративные, скелетные или связывающие гифы.
- Генеративные гифы относительно недифференцированы и могут образовывать репродуктивные структуры. Обычно они тонкостенные, иногда имеют слегка утолщенные стенки, обычно имеют частые перегородки и могут иметь или не иметь зажимных соединений . Они могут быть залиты слизью или желатинизированными материалами.
- Скелетные гифы бывают двух основных типов. Классическая форма толстостенная и очень длинная по сравнению с часто разделенными генеративными гифами, которые не разветвлены или редко разветвлены, с небольшим содержанием клеток. У них мало перегородок и отсутствуют зажимные соединения. Веретенообразные скелетные гифы — вторая форма скелетных гиф. В отличие от типичных скелетных гиф они вздуты в центре и часто чрезвычайно широки, что придает гифам веретеновидную форму.
- Связывающие гифы толстостенные, часто разветвленные. Часто они напоминают оленьи рога или опавшие листья из-за множества сужающихся ветвей.

Основываясь на генеративном, скелетном и связывающем типах гиф, в 1932 году Корнер применил термины мономитный, димитный и тримитный к системам гиф, чтобы улучшить классификацию Трутовиков.
Говорят, что грибы, которые образуют веретенообразные скелетные гифы, связанные генеративными гифами, имеют саркодимитные системы гиф. Некоторые грибы образуют веретенообразные скелетные гифы, генеративные гифы и связывающие гифы, и говорят, что они имеют саркотримитные системы гиф. Эти термины были введены как более позднее уточнение Э. Дж. Х. Корнером в 1966 г.

## Классификация на основе рефракционного внешнего вида
Гифы описываются как лат. «gloeoplerous» («gloeohyphae») , если их высокий показатель преломления придает им маслянистый или зернистый вид под микроскопом. Эти клетки могут быть желтоватыми или прозрачными (гиалиновыми). Иногда их можно выборочно окрашивать сульфованилином или другими реагентами. Специализированные клетки, называемые cystidia, также могут быть «gloeoplerous».

## Классификация по месту произрастания
Гифы можно разделить на «вегетативные» или «воздушные». Воздушные гифы грибов производят бесполые репродуктивные споры.